# 柴熙诲
柴熙诲（?—?），后周世宗柴荣的第七子，生母不詳。
周世宗显德四年四月廿六癸未（957年5月28日），追封已故皇子柴谊赠太尉，追封越王；柴诚太傅，吴王；柴諴太保，韩王。皇子在世的没有加封。显德六年（959年）六月癸未，封皇子柴宗训，特进左卫上将军，封梁王；柴宗让拜左骁卫上将军，封燕国公。十天后周世宗驾崩，梁王即位，是为周恭帝。其年八月，柴宗让更名柴熙让，封曹王。柴熙谨为右武卫大将军，封纪王；柴熙诲左领军卫大将军，蕲王。宋朝建立后，柴熙让及柴熙诲不知所终。
潘美養子潘惟吉，據推斷應為柴熙让或柴熙诲其中一人。

## 延伸阅读
[在维基数据编辑]
 《新五代史·卷20》，出自歐陽修《新五代史》